# SV Schwarzach (szachy)
SV Schwarzach – austriacki klub szachowy z siedzibą w Schwarzach im Pongau. W przeszłości funkcjonował pod nazwą SV Sparkasse Schwarzach.

## Historia
Klub został założony w 1993 roku. W 2000 roku klub zadebiutował w Staatslidze B. W 2003 roku klub awansował do Bundesligi. W pierwszym sezonie na najwyższym szczeblu rozgrywek Sparkasse zajął dziesiąte miejsce. W sezonie 2004/2005 uzyskano tytuł wicemistrzowski, ulegając jedynie Union Ansfelden. Skład drużyny stanowili wówczas m.in. Andriej Szczekaczew, Gerald Hertneck, Robert Zelčić, i Hans-Joachim Hecht. W 2005 roku klub wystąpił w Pucharze Europy. W tych rozgrywkach zespół wygrał z Cardiff Chess Club, Limhamns SK i Phibsboro Chess Club oraz przegrał z Tomskiem-400, Wieśninką Mińsk, Barbicanem Londyn, Cercle Royal d'Echecs de Liège. Dzięki tym rezultatom klub zajął 28. miejsce w pucharze. W sezonie 2005/2006 klub zajął dziewiąte miejsce w Bundeslidze. Następnie wycofał się z tych rozgrywek.

## Arcymistrzowie w historii klubu
- Hans-Joachim Hecht[4]
- Gerald Hertneck[4]
- Josef Klinger[4]
- Andriej Szczekaczew[4]
- Władisław Tkaczow[6]
- Robert Zelčić[4]